# Rudy Salvini
Rudolph „Rudy“ Salvini (* 22. März 1925 in Oakland; † 7. Juni 2011 in Alameda (Kalifornien)) war ein US-amerikanischer Jazztrompeter, Bandleader und Musikpädagoge.

## Leben und Wirken
Salvini begann auf der Highschool, Trompete zu spielen; außerdem sammelte er Schallplatten und kaufte Stock Arrangements. Er gründete bald darauf eine eigene Tanzband. Während seines Militärdienstes im Zweiten Weltkrieg spielte er in einer Army Air Corps Band; nach seiner Rückkehr studierte er an der San Francisco State University, wo er den Bachelor in Musik (1951), danach in Musikpädagogik (1953) erwarb. Er unterrichtete bis zu seiner Pensionierung 1985 im Pacifica School District. 1954 gründete er die Rudy Salvini Big Band, die 1958 auf dem ersten Monterey Jazz Festival konzertierte. 1956 legte er sein Debütalbum Intro to Jazz (San Francisco Records) vor. Zu den bekanntesten Mitgliedern seiner Band zählte der Saxophonist Jerry Dodgion. In den folgenden Jahren spielte Salvini auch mit Dave Brubeck, Mel Tormé, Billy Eckstine, Earl Hines, Turk Murphy, Vince Guaraldi und Cal Tjader. Mit seinem verschiedenen Bandprojekten trat er fünfzig Jahre in der San Francisco Bay Area auf, meist in der Union Hall von San Francisco. Rudy Salvini blieb bis kurz vor seinem Tod mit 86 Jahren als Musiker aktiv, zuletzt mit einem Oktett und seiner sechsköpfigen Tanzband Tuxedo Junction.